# Historia del Club Ferro Carril Oeste
La historia del Club Ferro Carril Oeste fundado en 1904 se presenta en dos artículos separados.
- Anexo:Historia del Club Ferro Carril Oeste (fútbol): Documenta la historia del primer equipo de fútbol del club. El fútbol es el deporte más importante de la institución, así como el de casi todos los clubes de Argentina. Aunque Ferro históricamente se caracterizó por ser un club que le daba más importancia a las otras disciplinas, el fútbol siempre le sirvió para sustentar económicamente las otras áreas del club. Ferro es uno de los fundadores de la AFA y está directamente afiliado a la misma. La era de mayor esplendor de esta disciplina se dio en la década de 1980, en la que se consiguieron varios campeonatos y subcampeonatos de Primera División. Actualmente milita en la Primera B Nacional, segunda categoría del fútbol argentino.

- Anexo:Secciones deportivas del Club Ferro Carril Oeste: Documenta la historia de las diversas secciones deportivas del club. El club tuvo una vocación de carácter polideportivo desde su fundación, y fue incorporando paulatinamente disciplinas durante los años treinta, cuarenta y cincuenta. Asentadas las bases durante la década de 1970, el club vivió un gran esplendor social y deportivo durante los años ochenta, donde coronó más de 100 títulos en todas sus disciplinas.

- Datos: Q20990916